# Femtonde söndagen efter trefaldighet
Femtonde söndagen efter trefaldighet är en av söndagarna i "kyrkans vardagstid".
Den infaller 23 veckor efter påskdagen. Den liturgiska färgen är grön.
Temat för dagens bibeltexter enligt evangelieboken är Ett är nödvändigt:, och en välkänd text är, förutom berättelsen i Lukasevangeliet om Marta och Maria, den text i Matteusevangeliet, där Jesus säger:
Gör er inga bekymmer. ... Sök först hans rike och hans rättfärdighet, så skall ni få allt det andra också.

## Svenska kyrkan

### Texter
Söndagens tema enligt 2003 års evangeliebok är Ett är nödvändigt. De bibeltexter som används för att belysa dagens tema är:
| Första årgången                                                       | Andra årgången                                                                  | Tredje årgången                                                         | Psaltarpsalm  |
| Nehemja 9:19-21 Apostlagärningarna 20:32-36 Matteusevangeliet 6:31-34 | Första Kungaboken 17:8-16 Apostlagärningarna 4:32-35 Matteusevangeliet 11:28-30 | Femte Moseboken 4:29-31 Filipperbrevet 4:10-13 Lukasevangeliet 10:38-42 | Psaltaren 123 |

### Fotnoter
1. ↑  ”Femtonde söndagen efter trefaldighet”. Svenska kyrkan. https://www.svenskakyrkan.se/troochandlighet/kyrkoarets-bibeltexter?helgdag=67. Läst 27 november 2015.
2. ↑   Den svenska psalmboken med tillägg. Stockholm: Verbum. 2005. sid. 1519–1522. Libris ht7wjxh8f3k4gcqk. ISBN 978-91-526-5515-3